# Tikehau Capital
Tikehau Capital est une société française du secteur de la finance et de la gestion d'actifs fondée en 2004.

## Historique
La société a été créée en 2004 par deux entrepreneurs de la finance, Antoine Flamarion et Mathieu Chabran, et oriente son modèle économique sur les produits de dette,.
Tikehau ouvre des bureaux à Londres en 2013, suivie en 2014 par un bureau à Singapour puis en 2015 à Bruxelles, à Milan, à Séoul en 2017, puis à New-York en 2018 et enfin à Tokyo, Luxembourg et  Amsterdam. La société est désormais présente en Europe, Asie et Amérique du Nord.
Tikehau réalise des opérations d’acquisition ou de fusion telles que l’acquisition de Salvepar, véhicule coté d’investissement appartenant à la Société générale et acquise en 2012, la société de gestion Sofidy intégrée au groupe depuis décembre 2018 et en 2019, la plateforme de financement participatif, Homunity.
La société est cotée à la bourse de Paris sur le Compartiment A et fait partie des indices : CAC All Shares, CAC All-Tradable, CAC Mid Small[réf. nécessaire]. Elle réalise en 2019 la plus grosse augmentation de capital de l’année en France.
En 2019, Tikehau Capital acquiert la plateforme de crowdfunding immobilier Homunity à travers sa nouvelle filiale Credit.fr.
En 2021, le groupe participe, avec la Financière Agache et le banquier Jean-Pierre Mustier, à la création d'un SPAC, appelé Pegasus, dédié à la réalisation d'acquisitions dans le secteur des services financiers. En avril de la même année, le groupe annonce son intention de lancer un fonds de capital investissement en Amérique du Nord dédié à la transition vers une économie bas-carbone.
En juillet 2024, le groupe Casino doit réduire sa dette financière et annonce qu'il va céder pour au moins 200 millions d'euros d'actifs immobiliers à Tikehau Capital.

## Informations financières
|                                        | 2014    | 2015    | 2016     | 2017      | 2018      | 2019      |
| -------------------------------------- | ------- | ------- | -------- | --------- | --------- | --------- |
| Produit des activités ordinaires en k€ | 11 258  | 18 565  | 14 087   | 445 211   | 35 370    | 58 500    |
| Résultat net part du groupe en k€      | + 6 104 | + 9 589 | + 72 444 | + 314 383 | - 107 362 | + 178 700 |

En 2021, Tikehau enregistre un record de bénéfice net à 319 millions d'euros. En 2022, il est de nouveau battu avec un chiffre de 320 millions d'euros (+ 0,5 %). En 2023, elle enregistre 6,5 milliards d'euros de collecte nette.
En fevrier 2024, la direction annonce que la société a dépassé les 40 milliards d’euros d’actifs sous gestion.

## Actionnaires
Liste des principaux actionnaires au 31 décembre 2019.
| Management | 44% |
| Mutuelle d'Assurances du Corps de Santé Français (MACSF) | 9%  |
| Fonds Stratégique de Participation (Actionnaires du FSP : CNP Assurances, SOGECAP, Groupama, Natixis Assurances, Suravenir, BNP Paribas Cardif et Crédit Agricole Assurances) | 9%  |
| Temasek | 4%  |
| Arkea | 4%  |
| Mutuelle Assurance Commerçants et Industriels France (MACIF) | 2%  |
| Peugeot Invest | 2%  |
| Mutuelle d'Épargne, de Retraite et de Prévoyance Carac | 3%  |
| Arkea Suravenir | 2%  |
| Neuflize Vie | 2%  |
| Flottant | 19% |